# Narojki
Narojki – wieś w Polsce położona w województwie podlaskim, w powiecie siemiatyckim, w gminie Drohiczyn.
| SIMC    | Nazwa        | Rodzaj    |
| ------- | ------------ | --------- |
| 0027625 | Nowe Narojki | część wsi |

Za II RP siedziba wiejskiej gminy Narojki. W latach 1975–1998 miejscowość administracyjnie należała do województwa białostockiego.
Wierni kościoła rzymskokatolickiego należą do parafii św. Rocha w Miłkowicach-Maćkach.

## Historia
Pierwsze wzmianki o wsi pochodzą z 1508. W dokumencie mówiącym o przejęciu dóbr po księciu Michale Glińskim przez Iwana Sapiehę wymienia się wieś Narojty. Wieś nosiła też inne nazwy: Narojczyce, Narowicze, Narejko.

## Zabytki
- prawosławna cerkiew parafialna pod wezwaniem Świętych Kosmy i Damiana, 1865–1866, nr rej.:A-29 z 25.03.2002
- cmentarz cerkiewny, nr rej.:A-29 z 25.03.2002[8].

## Urodzeni w Narojkach
- Siarhiej Dubinski (1884–1937) – białoruski historyk, jeden z ojców białoruskiej archeologii